# 창녕 물계서원 목판
창녕 물계서원 목판(한국 한자: 昌寧 勿溪書院 木板)은 대한민국 경상남도 창녕군 대지면 모산리, 물계서원에 있는 창녕 성씨와 관계된 문적을 새긴 것으로, 조선시대의 목판들이다.
1990년 1월 16일 경상남도의 유형문화재 제266호 물계서원소장책판으로 지정되었다가, 2018년 12월 20일 현재의 명칭으로 변경되었다.

## 개요
창녕 성씨와 관계된 문적을 새긴 것으로, 조선시대의 목판들이다. 이 책판들은 『성혼 우계문집』 목판 284매, 『두문동선생실기』 목판 33매, 『창녕성씨만력보』 목판 22매, 『창녕성씨문행열전』 목판 70매, 『성시중효행록』 목판 46매, 『창녕성씨기축보』 목판 189매 등으로 이루어져 있다.
이 책판들은 우계 성혼(1525∼1598)을 모셨던 물계서원에 보관되어 있다가 대원군의 서원철폐 때 맥산재로 옮겨 보관하였다. 그후 물계서원을 89∼94년까지 복원하고 서원의 경내에 책판고를 96년 11월 9일에 복원하여 책판을 다시 옮겨 보관하고 있다.

### 성혼 우계문집 목판
조선시대 성리학의 대가인 성혼의 문집을 새긴 책판이다. 1621년 김집, 성문준 등의 문인들이 간행한 원집 6권과 1682년 공주감영에서 간행한 속집 6권이다. 속집은 원집이 광해군 때 만들어졌기 때문에 당시 집권층이 꺼릴 만한 부분이 많이 빠져있어 그것을 보완하기 위하여 펴내게 되었다.

### 두문동선생실기 목판
조선을 건국한 태조 이성계의 등극을 반대하여 만수산에 들어가 끝내 나오지 않았던 정절공 성사재의 행적과 그의 사당에 관한 것들을 적은 책판이다.

### 창녕성씨 문행열전 목판
도학과 문장에 뛰어나고 충과 효, 덕망이 높은 창녕 성씨의 명현 147명의 행적을 담은 책판이다.

### 성시중 효행록 목판
창녕 성씨 시조인 시중 성송국이 아버지의 시신을 개성에서 창녕까지 모셔온 일화와 그 효행을 기록한 책판이다.

### 창녕성씨 만력보 목판
창녕 성씨 족보로, 족보는 대개 30년마다 고쳐적는 것이 많아 보존되기 어려운 것인데, 약 370년 전의 것으로 사회사를 연구하는데 중요한 자료이다.

### 창녕성씨 기축보 목판
만력족보에 이어 간행한 족보이다.

## 같이 보기
- 물계서원

## 참고 문헌
- 창녕 물계서원 목판 - 국가유산청 국가유산포털